# Mielichhoferia borbonica
Mielichhoferia borbonica là một loài rêu trong họ Bryaceae. Loài này được Thér. mô tả khoa học đầu tiên năm 1932.